# Флексер, Абрам Петрович
Абрам Петрович Флексер (1894—1972) — сотрудник органов охраны правопорядка, начальник управления РКМ БССР.

## Биография
Из семьи лесопромышленника. Окончил гимназию и 2 курса медицинского факультета Саратовского университета. Член РКП(б) с января 1918. В 1918—1919 помощник секретаря Саратовского комиссариата труда,
секретарь и комиссар, затем политрук исполнительного комитета Саратовского Совета рабочих и солдатских депутатов, уполномоченный президиума Саратовского губернского исполнительного комитета.
С октября 1918 секретарь Саратовской губернской ЧК, с октября 1919 помощник начальника информационного отдела особого отдела (ОО) 10-й армии. В апреле — сентябре 1920 инспектор, начальник организационного отделения ОО ВЧК, затем начальник административно-организационного отдела ОО Юго-Западного фронта. С 1921 начальник административно-организационного отдела ВУЧК (Всеукраинской чрезвычайной комиссии), затем помощник начальника и временно исполняющий должность начальника административного отдела административно-организационного управления (АО АОУ) ВЧК. В 1921 — январе 1930 начальник АО АОУ ВЧК-ГПУ-ОГПУ СССР, затем начальник Школы военизированной охраны ОГПУ СССР, в дальнейшем, с марта 1930, состоял в распоряжении АОУ ОГПУ СССР. С января 1931 начальник управления милиции и уголовного розыска при СНК Крымской АССР, с марта 1931 одновременно помощник по милиции и уголовному розыску полномочного представителя ОГПУ по Крыму. В августе — сентябре 1932 в распоряжении ОГПУ СССР, затем начальник Управления РКМ и помощник полномочного представителя ОГПУ по Белорусской ССР по милиции и уголовному розыску. С июля 1934 начальник Управления РКМ НКВД Белорусской ССР, но уже в сентябре 1934 снят с занимаемой должности и находился в резерве назначения НКВД СССР.
С ноября 1934 начальник 2-го участка центрального района управления Дмитровского ИТЛ, с января 1935 начальник участка и с апреля 1935 одновременно временно исполняющий должность помощника начальника Икшанского района управления Дмитровского ИТЛ. В марте 1936 — августе 1937 помощник начальника управления Дмитровского ИТЛ и одновременно начальник отдела кадров управления Дмитровского ИТЛ и строительства канала «Москва—Волга», затем помощник начальника управления Волжского
ИТЛ. С марта 1939 состоял в распоряжении ГУЛАГа НКВД СССР, в апреле 1939 уволен из НКВД. В дальнейшем проживал в Москве, похоронен на Новодевичьем кладбище.

### Звания
Специальные звания не присваивались.

### Награды
- орден Трудового Красного Знамени БССР (1937);
- знак «Почётный работник ВЧК-ГПУ» (1926).

## Семья
- супруга — Дина Моисеевна Флексер (1899—1987);
- сын — Леонид Абрамович Флексер (1925—2010).